# Вольная борьба на летних Олимпийских играх 1924 — до 79 кг
Соревнования по вольной борьбе в рамках Олимпийских игр 1924 года в среднем весе (до 79 килограммов) прошли в Париже с 11 по 14 июля 1924 года в Winter Velodrome. 
Для участия в соревнованиях заявились 26 спортсмена из 11 стран; участники из двух стран объявлены не явившимися, в турнире участвовали 14 человек (не более двух участников от одной страны). Самым молодым участником был Бернард Роу  (19 лет), самым возрастным Ноэль Рис  (36 лет). Соревнования проводились по системе Бергваля.
Практически все борцы в этом весе были малоизвестны. Золотую медаль завоевал Фриц Хагеман, и это так и остаётся единственным его известным выступлением на международной арене. Второй финалист, Пьер Оливье, выиграл турнир за второе место, и это также единственное известное его выступление. Чуть более известен финский борец Вильхо Пеккала, который во встрече с соотечественником Юсси Пенттиля, выиграл бронзовую медаль. Он принимал участие в чемпионате мира 1921 года и следующих олимпийских играх 1928 года. 

## Призовые места
- Фриц Хагеман
- Пьер Оливье
- Вильхо Пеккала

## Турнир за первое место
В левой колонке — победители встреч. Мелким шрифтом набраны те проигравшие, которых победители «тащат» за собой по турнирной таблице, с указанием турнира (небольшой медалью), право на участие в котором имеется у проигравшего. 

### Первый круг
| Участник 1                    | Результат | Участник 2           |
| ----------------------------- | --------- | -------------------- |
| Фриц Хагеман Д. Кристофферсен | Туше      | Роберт Кристофферсен |
| Юсси Пенттиля Р. Дурр         | Туше      | Раймонд Дурр         |
| Пьер Оливье Э. Бонассин       | Туше      | Энрико Бонассин      |
| Эрнст Тонетти Б. Роу          | По очкам  | Бернард Роу          |
| Вильхо Пеккала У. Райт        | По очкам  | Уолтер Райт          |
| Хершель Смит С. Нильсен       | По очкам  | Свенд Нильсен        |

### Четвертьфинал
| Участник 1                                 | Результат | Участник 2              |
| ------------------------------------------ | --------- | ----------------------- |
| Ноэль Рис Х. Нильсон                       | По очкам  | Харри Нильсон           |
| Фриц Хагеман Д. Кристофферсен, Ю. Пенттиля | По очкам  | Юсси Пенттиля Р. Дурр   |
| Пьер Оливье Э. Бонассин, Э. Тонетти        | По очкам  | Эрнст Тонетти Б. Роу    |
| Вильхо Пеккала У. Райт, Х. Смит            | По очкам  | Хершель Смит С. Нильсен |

### Полуфинал
| Участник 1                                                 | Результат | Участник 2                                 |
| ---------------------------------------------------------- | --------- | ------------------------------------------ |
| Фриц Хагеман Д. Кристофферсен, Ю. Пенттиля, Н. Рис Р. Дурр | По очкам  | Ноэль Рис Х. Нильсон                       |
| Пьер Оливье Э. Бонассин, Э. Тонетти, В. Пеккала Б. Роу     | По очкам  | Вильхо Пеккала У. Райт, Х. Смит С. Нильсен |

### Финал
| Участник 1                                                                        | Результат | Участник 2                                                               |
| --------------------------------------------------------------------------------- | --------- | ------------------------------------------------------------------------ |
| Фриц Хагеман Д. Кристофферсен, Ю. Пенттиля, Н. Рис, П. Оливье Р. Дурр, Х. Нильсон | По очкам  | Пьер Оливье Э. Бонассин, Э. Тонетти, В. Пеккала У. Райт, Х. Смит, Б. Роу |

## Турнир за второе место

### Полуфинал за второе место
| Участник 1                                              | Результат | Участник 2           |
| ------------------------------------------------------- | --------- | -------------------- |
| Пьер Оливье Э. Бонассин, Э. Тонетти, В. Пеккала, Н. Рис | По очкам  | Ноэль Рис Х. Нильсон |
| Юсси Пенттиля Р. Дурр, Р. Кристофферсен                 | По очкам  | Роберт Кристофферсен |

### Финал за второе место
| Участник 1                                                           | Результат | Участник 2                              |
| -------------------------------------------------------------------- | --------- | --------------------------------------- |
| Пьер Оливье Э. Бонассин, Э. Тонетти, В. Пеккала, Н. Рис, Ю. Пенттиля | По очкам  | Юсси Пенттиля Р. Дурр, Р. Кристофферсен |

## Турнир за третье место
Ноэль Рис не участвовал в турнире. 

### Полуфинал за третье место
| Участник 1     | Результат | Участник 2      |
| -------------- | --------- | --------------- |
| Вильхо Пеккала | По очкам  | Энрико Бонассин |
| Юсси Пенттиля  | По очкам  | Эрнст Тонетти   |

### Финал за третье место
| Участник 1     | Результат | Участник 2    |
| -------------- | --------- | ------------- |
| Вильхо Пеккала | По очкам  | Юсси Пенттиля |